# جام باشگاهی کارائیب
جام باشگاهی کارائیب که با نام جام باشگاهی سی‌اف‌یو نیز شناخته می‌شود، یک مسابقه فوتبال سالانه در کارائیب برای باشگاه‌هایی است که عضو اتحادیه فوتبال کارائیب (سی‌اف‌یو) هستند. این یک رقابت درجه دوم برای مسابقات جام کارائیب کونکاکاف (قبلا جام باشگاه‌های کارائیب ) است و در سال ۲۰۱۸ برای باشگاه‌هایی که در راستای استانداردهای حرفه‌ای کار می‌کردند، معرفی شد. این تورنمنت توسط کونکاکاف اداره می‌شود.
تا سال ۲۰۲۲، برنده این رقابت‌ها تا زمانی که شرایط صدور مجوز را رعایت می‌کرد، برای حضور در لیگ کونکاکاف به مصاف تیم چهارم جام باشگاه‌های کارائیب می‌رفت. از سال ۲۰۲۳، برنده و نایب قهرمان مسابقات برای جام کارائیب کونکاکاف واجد شرایط هستند.

## تاریخچه
در ۲۵ ژوئیه ۲۰۱۷ در سان فرانسیسکو، کالیفرنیا، شورای کونکاکاف اجرای یک مسابقه دو مرحله‌ای را برای باشگاه‌های وابسته انجمن‌های عضو کارائیب تصویب کرد که از سال ۲۰۱۸ شروع می‌شود. مسابقات سطح یک، که به عنوان جام باشگاه‌های کارائیب شناخته می‌شود، توسط قهرمانان و نایب قهرمان‌های برتر لیگ‌های حرفه‌ای و نیمه حرفه‌ای در سال اول و فقط برای لیگ‌های کاملا حرفه‌ای از سال دوم به بعد باز است. رقابت‌های سطح دو که به عنوان مسابقات باشگاهی کارائیب شناخته می‌شود، توسط قهرمانان لیگ‌هایی که در سال یک (۲۰۱۸) هیچ تیم حرفه‌ای نداشتند، در سال دوم (۲۰۱۹) با استانداردهای نیمه حرفه‌ای باز شده و برنامه ریزی شده بودند، رقابت کنند. این مسابقات تا سال ۲۰۲۲ به لیگ‌های کاملا حرفه‌ای باز می‌شود.
در سال ۲۰۲۳، هر دو تورنمنت تغییر ساختار و نام داشتند. قهرمان و نایب قهرمان این تورنمنت اکنون واجد شرایط حضور در جام کارائیب درجه اول خواهد بود که اواخر همان ماه برگزار می‌شود.
در ۳۰ آوریل ۲۰۲۴، کونکاکاف رسما مسئولیت سازماندهی مسابقات باشگاهی کارائیب را به اتحادیه فوتبال کارائیب سپرد و به این ترتیب نام مسابقات به جام باشگاهی کارائیب تغییر یافت.

## نتایج
| فصل  | میزبان            | قهرمان                            | نتیجه                             | نایب قهرمان                       | مقام سوم                          | نتیجه                             | مقام چهارم                        |
| ---- | ----------------- | --------------------------------- | --------------------------------- | --------------------------------- | --------------------------------- | --------------------------------- | --------------------------------- |
| ۲۰۱۸ | جمهوری دومینیکن   | فرانسیسکین                        | ۲–۱                               | اینتر موئنگوتاپو                  | رئال رینکون                       | ۳–۱                               | ناسیونال                          |
| ۲۰۱۹ | کوراسائو          | رابین‌هود                          | ۱–۰                               | فرانسیسکین                        | ویموث ولز و یونگ هلند             | ویموث ولز و یونگ هلند             | ویموث ولز و یونگ هلند             |
| ۲۰۲۰ | کوراسائو          | به دلیل دنیاگیری کووید-۱۹ کنسل شد | به دلیل دنیاگیری کووید-۱۹ کنسل شد | به دلیل دنیاگیری کووید-۱۹ کنسل شد | به دلیل دنیاگیری کووید-۱۹ کنسل شد | به دلیل دنیاگیری کووید-۱۹ کنسل شد | به دلیل دنیاگیری کووید-۱۹ کنسل شد |
| ۲۰۲۱ | کوراسائو          | به دلیل دنیاگیری کووید-۱۹ کنسل شد | به دلیل دنیاگیری کووید-۱۹ کنسل شد | به دلیل دنیاگیری کووید-۱۹ کنسل شد | به دلیل دنیاگیری کووید-۱۹ کنسل شد | به دلیل دنیاگیری کووید-۱۹ کنسل شد | به دلیل دنیاگیری کووید-۱۹ کنسل شد |
| ۲۰۲۲ | پورتوریکو         | بایامون                           | ۲–۱ (و.ا.)                        | اینتر موئنگوتاپو                  | گوسیه                             | ۲–۰                               | یونگ هلند                         |
| ۲۰۲۳ | سنت کیتس و نویس   | رابین‌هود                          | ۵–۱                               | گلدن لیون                         | ساندو                             | ۶–۱                               | متروپولیتان                       |
| ۲۰۲۴ | کوراسائو          | آرنت گاردنز                       | ۱–۰                               | گرنیدز                            | اتلتیکو پانتوجا                   | ۱–۱ (۹–۸ (پ)                      | دابلانک                           |
| ۲۰۲۵ | ترینیداد و توباگو | موکا                              | ۳–۲                               | ویموث ولز                         | فرانسیسکین                        | ۲–۰                               | آکادمی ایگلز                      |

## آمار
| تیم              | قهرمانی        | نایب قهرمانی   | مقام سومی | مقام چهارمی | نیمه فینالیست |
| ---------------- | -------------- | -------------- | --------- | ----------- | ------------- |
| رابین‌هود         | ۲ (۲۰۱۹, ۲۰۲۳) |                |           |             |               |
| فرانسیسکین       | ۱ (۲۰۱۸)       | ۱ (۲۰۱۹)       | ۱ (۲۰۲۵)  |             |               |
| بایامون          | ۱ (۲۰۲۲)       |                |           |             |               |
| آرنت گاردنز      | ۱ (۲۰۲۴)       |                |           |             |               |
| موکا             | ۱ (۲۰۲۵)       |                |           |             |               |
| اینتر موئنگوتاپو |                | ۲ (۲۰۱۸, ۲۰۲۲) |           |             |               |
| ویموث ولز        |                | ۱ (۲۰۲۵)       |           |             | ۱ (۲۰۱۹)      |
| گلدن لیون        |                | ۱ (۲۰۲۳)       |           |             |               |
| گرنیدز           |                | ۱ (۲۰۲۴)       |           |             |               |
| رئال رینکون      |                |                | ۱ (۲۰۱۸)  |             |               |
| گوسیه            |                |                | ۱ (۲۰۲۲)  |             |               |
| ساندو            |                |                | ۱ (۲۰۲۳)  |             |               |
| اتلتیکو پانتوجا  |                |                | ۱ (۲۰۲۴)  |             |               |
| یونگ هلند        |                |                |           | ۱ (۲۰۲۲)    | ۱ (۲۰۱۹)      |
| ناسیونال         |                |                |           | ۱ (۲۰۱۸)    |               |
| متروپولیتان      |                |                |           | ۱ (۲۰۲۳)    |               |
| دابلانک          |                |                |           | ۱ (۲۰۲۴)    |               |
| آکادمی ایگلز     |                |                |           | ۱ (۲۰۲۵)    |               |